# Adolf Ulrych
Adolf Gustaw Ulrych (ur. 23 lutego 1895 w Szczakowej, zm. wiosną 1940 w Charkowie) – kapitan administracji (piechoty) Wojska Polskiego, działacz niepodległościowy.

## Życiorys
Urodził się 23 lutego 1895 w Szczakowej, w ówczesnym powiecie chrzanowskim Królestwa Galicji i Lodomerii, w rodzinie Antoniego i Józefy z domu Böhm.
W czasie I wojny światowej jako uczeń szkoły realnej wstąpił do Legionów Polskich. Walczył w szeregach 4 pułku piechoty jako jednoroczny sekcyny. Po odzyskaniu niepodległości służył w kompanii sztabowej Dowództwa Okręgu Generalnego Kraków, a później w Oddziale I Sztabu DOGen. Kraków i Okręgowym Zakładzie Gospodarczym. 14 kwietnia 1919 jako podoficer byłych Legionów Polskich został mianowany z dniem 1 kwietnia tego roku podporucznikiem w piechocie. W 1920, w czasie wojny z bolszewikami pełnił funkcję komendanta stacji zaopatrzenia Krasne. 21 grudnia 1920 został zatwierdzony z dniem 1 kwietnia 1920 w stopniu porucznika, w piechocie, w grupie oficerów byłych Legionów Polskich.
3 maja 1922 został zweryfikowany w stopniu porucznika ze starszeństwem od 1 czerwca 1919 i 1166. lokatą w korpusie oficerów piechoty, a jego oddziałem macierzystym był 4 pułk piechoty Legionów. Później został przeniesiony do 50 pułku piechoty w Kowlu. Od 1925 dowodził kompanią, a potem plutonem artylerii pułkowej. 3 maja 1926 prezydent RP nadał mu stopień kapitana ze starszeństwem z dnia 1 lipca 1925 i 152. lokatą w korpusie oficerów piechoty. W 1938 był już przeniesiony do korpusu oficerów administracji, grupa administracyjna. W marcu 1939 pełnił służbę w Komendzie Rejonu Uzupełnień Bochnia na stanowisku kierownika II referatu uzupełnień.
W czasie kampanii wrześniowej 1939 dostał się do sowieckiej niewoli i został osadzony w Starobielsku. Wiosną 1940 został zamordowany przez funkcjonariuszy NKWD w Charkowie i pogrzebany w Piatichatkach, gdzie od 17 czerwca 2000 mieści się Cmentarz Ofiar Totalitaryzmu w Charkowie. Figuruje na tzw. liście Gajdideja (poz. 3398).
5 października 2007 minister obrony narodowej Aleksander Szczygło mianował go pośmiertnie na stopień majora. Awans został ogłoszony 9 listopada 2007, w Warszawie, w trakcie uroczystości „Katyń Pamiętamy – Uczcijmy Pamięć Bohaterów”.

## Ordery i odznaczenia
- Krzyż Niepodległości – 24 października 1931 „za pracę w dziele odzyskania niepodległości”[25][26][27]
- Krzyż Walecznych – 16 września 1922 „za udział w b. Legionach Polskich”[28][2]
- Srebrny Krzyż Zasługi – 1938 „za zasługi na polu pracy społecznej”[20][2]